# Mistrovství Evropy v judu 1966
Mistrovství Evropy v judu se konalo v roce 1966 v Lucemburku, Lucembursko v květnu 1966.

## Výsledky
| Kategorie | Zlato                  | Stříbro                     | Bronz                       | Bronz                   |
| --------- | ---------------------- | --------------------------- | --------------------------- | ----------------------- |
| −63 kg    | Sergej Suslin (URS)RUS | Jean-Claude Meslaye (FRA)   | Serge Feist (FRA)           | Theo Klein (NED)        |
| −70 kg    | Oleg Stěpanov (URS)RUS | Czesław Łaksa (POL)         | Joachim Schröder (GDR)      | Aron Bogoľubov (URS)LAT |
| −80 kg    | Peter Snijders (NED)   | Vladimir Pokatajev (URS)RUS | Martin Poglajen (NED)       | George Kotik (URS)MDA   |
| −93 kg    | Joop Gouweleeuw (NED)  | Peter Herrmann (FRG)        | Anzor Kibrocašvili (URS)GEO | Anatolij Judin (URS)RUS |
| +93 kg    | Wim Ruska (NED)        | Parnaoz Čikviladze (URS)GEO | Günter Monczyk (FRG)        | David Peake (GBR)       |